# Drezyna rowerowa

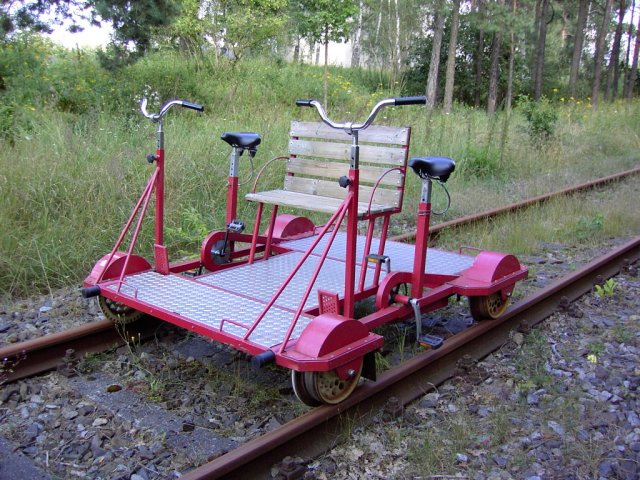
Drezyna rowerowa

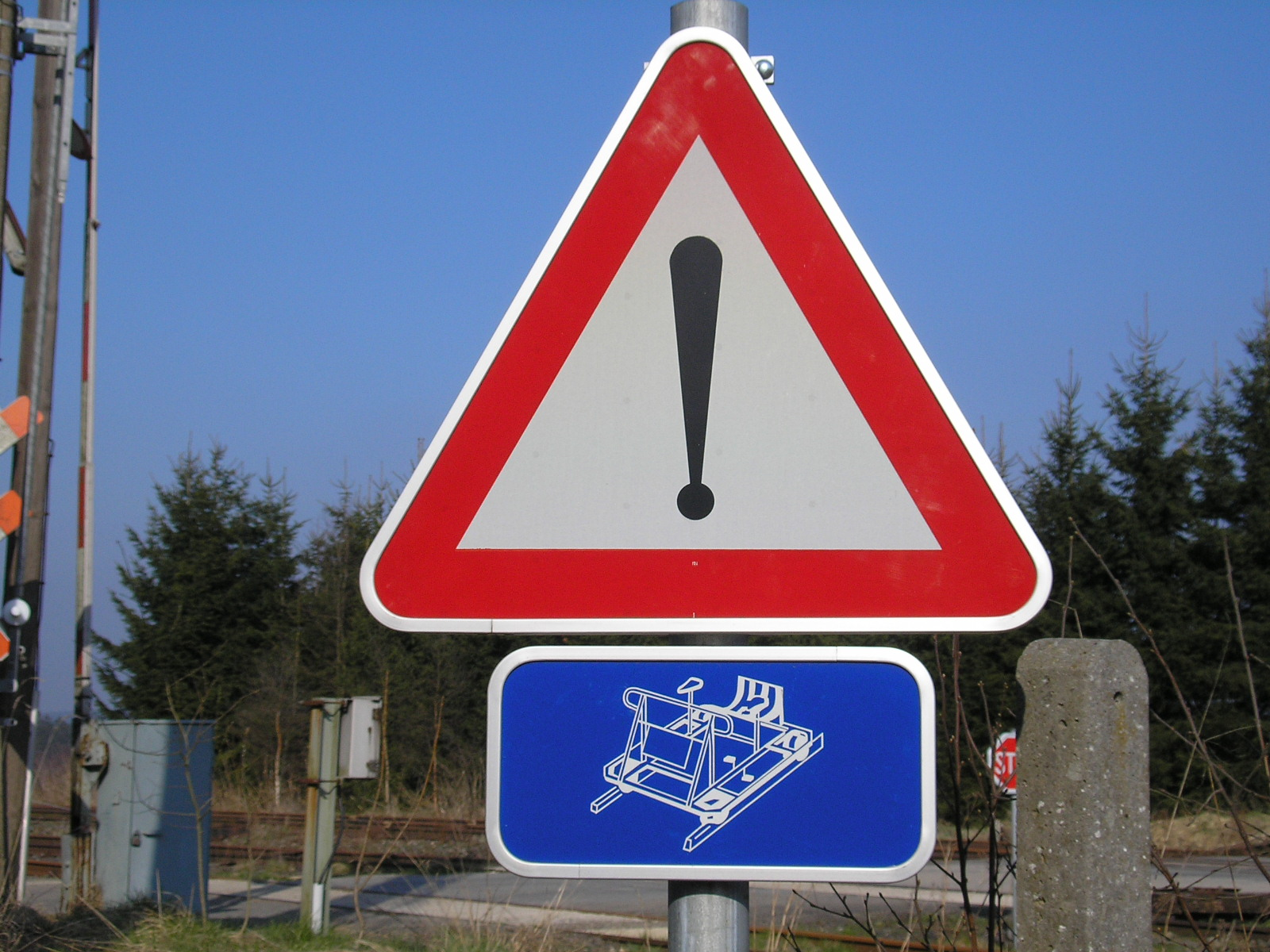
Znak ostrzegający przed drezynami rowerowymi w pobliżu Waimes w Belgii

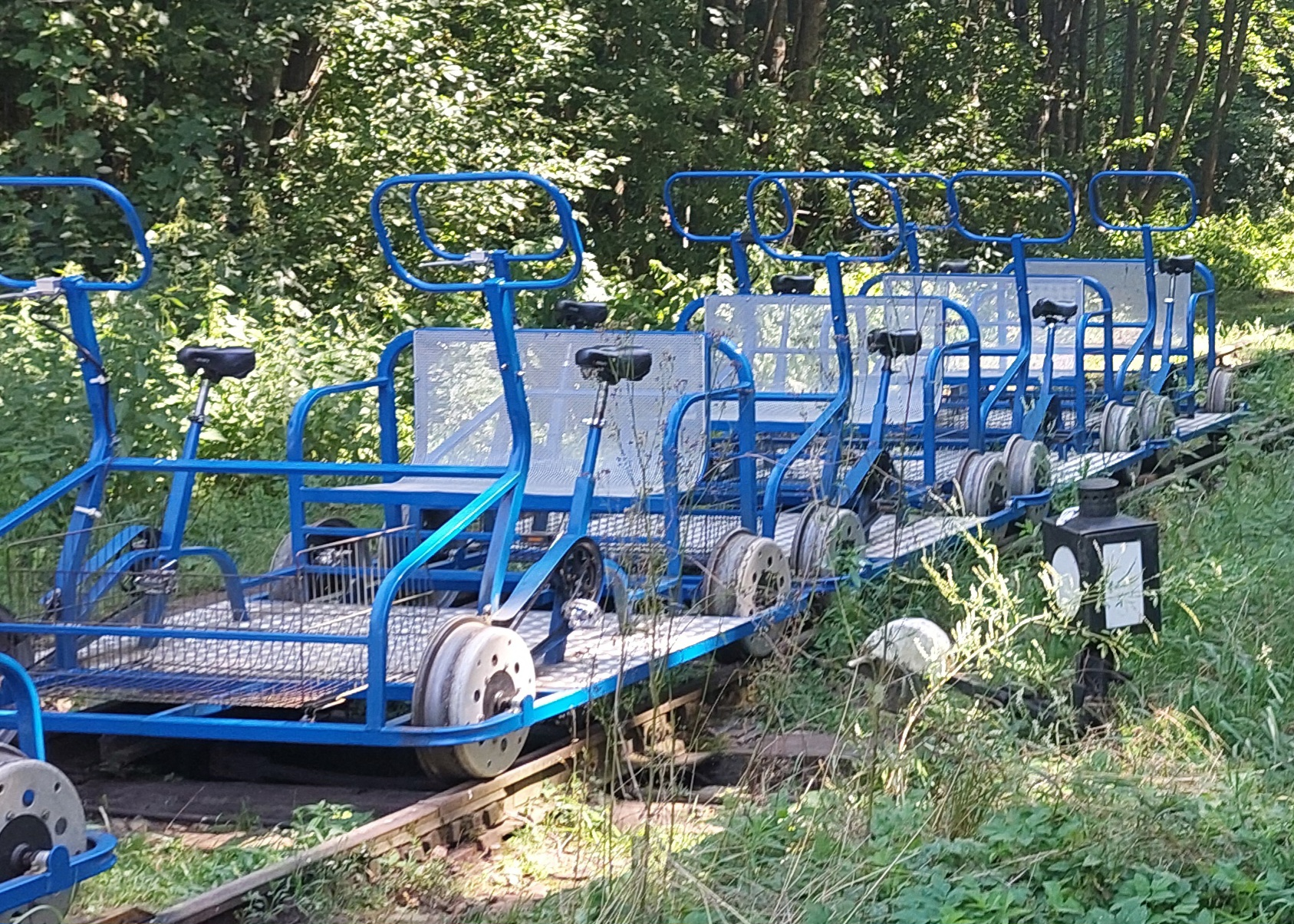
Drezyna rowerowa w Puszczy Białowskiej

Drezyna rowerowa – pojazd kolejowy napędzany siłą mięśni jego pasażera za pomocą pedałów, które przenoszą energię do układu napędowego. 
Drezyna rowerowa to pojazd poruszający się po torach kolejowych. Składa się z platformy i miejsc do pedałowania (zazwyczaj dwóch). Osoby pedałujące siedzą na siodełkach. Zazwyczaj na drezynie znajdują się także ławka z miejscami do siedzenia oraz kosz na bagaże.  
Drezyny rowerowe często są używane w turystyce. W Polsce drezyny rowerowe są używane między innymi przez Nadzalewową Kolej Drezynową Tolkmicko-Frombork (linia nr 254), w Regulicach (fragment linii nr 103), w Puszczy Białowieskiej oraz przez Bieszczadzkie Drezyny Rowerowe (główna stacja to Uherce Mineralne). Oprócz tego drezyny rowerowe są również używane m.in. w Belgii, Francji (gdzie cieszą się dużą popularnością) i Niemczech.
Drezyny rowerowe poruszają się po kolejach drezynowych, które przeważnie są nieczynnymi liniami kolejowymi. Turystyka drezynowa jest propagowana jako aktywny sposób spędzania wolnego czasu.